# Domanovići
Domanovići su naseljeno mjesto u gradu Čapljini, Federacija BiH, BiH.
Mjesto je poznato po vinogradarstvu i proizvodnji vina.

## Povijest
Do 1985. godine nosilo je naziv Rečice.

## Stanovništvo
| Domanovići         |              |
| godina popisa      | 1991.        |
| Muslimani          | 727 (57,24%) |
| Hrvati             | 326 (25,66%) |
| Srbi               | 186 (14,64%) |
| Jugoslaveni        | 21 (1,65%)   |
| ostali i nepoznato | 10 (0,78%)   |
| ukupno             | 1.270        |

| Domanovići         |              |
| godina popisa      | 2013.        |
| Hrvati             | 895 (59,95%) |
| Bošnjaci           | 570 (33,18%) |
| Srbi               | 16 (1,07%)   |
| ostali i nepoznato | 12 (0,80%)   |
| ukupno             | 1.493        |

## Znamenitosti
- Crkva sv. Josipa Radnika, župna crkva